# セビリャーナ (エルガー)
『セビリャーナ』（Sevillana作曲者自身の表記ではSevillaña (Scène Espagnole)）作品7は、エドワード・エルガーが1884年に作曲した管弦楽曲。

## 概要
この曲の作曲当時エルガーは26歳の青年で、ヘレン・ウィーヴァーとの婚約が破談になったばかりであった。エルガーにヴァイオリンを教えていたアドルフ・ポリッツァーが指揮者のアウグスト・マンスに楽譜を見せると、マンスは1884年5月12日に水晶宮で行われたコンサートでこの曲を演奏した。これは同年5月1日にウスター大聖堂の聖堂オルガニストだったウィリアム・ダンの指揮により、ウスター・フィルハーモニック協会で曲が初演されたすぐ後のことであった。エルガーにとって、この曲がロンドンで紹介された自作の管弦楽曲第1号となった。
初版譜はTuckwoodから、1889年の作曲者自身による改訂譜は1895年にAscherbergから出版された。曲はバーミンガム音楽祭で指揮者を務めていたW.C.ストックリーへと献呈されている。

## 演奏時間
約5分

## 楽器編成
フルート2（ピッコロ持ち替え）、オーボエ2、クラリネット2、ファゴット2、ホルン2、コルネット2、トロンボーン2、バストロンボーン、チューバ、打楽器（小太鼓、タンバリン、大太鼓、シンバル、トライアングル）、弦五部。

## 楽曲構成
アレグロ・モデラート 3/8拍子 ト短調
スペインのセビジャーナスの舞踏のリズムで始まる。簡潔な導入の後、譜例1の主題がヴァイオリンに出される。

譜例1
付点のリズムによる小結尾を経てト長調となり、優美な旋律が奏でられる（譜例2）。

譜例2
ニ長調の陽気なエピソード（譜例3）が続き、活気に満ちて進む。

譜例3
譜例2、譜例3を用いてしばし展開されると、付点のリズムが顔をのぞかせ、譜例1の再現となる。コーダではコン・フォーコで譜例2が出されると、プレストで譜例1も続き、速いテンポの中で畳み掛けるように曲を閉じる。